# چارکووکا ماوا
چارکووکا مأوا (به لهستانی:  Czarkówka Mała) یک روستا در لهستان است که در گمینا پرلیوو واقع شده‌است.